# Margaret Wilson (tennis)
Pour les articles homonymes, voir Margaret Wilson.
Margaret Wilson est une joueuse de tennis australienne de l'entre-deux-guerres.
En 1938, elle s'est imposée en double mixte au Championnat d'Australie, associée à John Bromwich, perdant avec lui l'année suivante au même stade de la compétition.

## Palmarès (partiel)

### Titre en double mixte
| No | Date       | Nom et lieu du tournoi            | Catégorie | Surface      | Partenaire    | Finalistes              | Score    |          |
| -- | ---------- | --------------------------------- | --------- | ------------ | ------------- | ----------------------- | -------- | -------- |
| 1  | 21/01/1938 | Australian Championships Adélaïde | G. Chelem | Gazon (ext.) | John Bromwich | Nancye Wynne Colin Long | 6-3, 6-2 | Parcours |

### Finale en double mixte
| No | Date       | Nom et lieu du tournoi             | Catégorie | Surface      | Vainqueures                   | Partenaire    | Score         |          |
| -- | ---------- | ---------------------------------- | --------- | ------------ | ----------------------------- | ------------- | ------------- | -------- |
| 1  | 20/01/1939 | Australian Championships Melbourne | G. Chelem | Gazon (ext.) | Nell Hall Hopman Harry Hopman | John Bromwich | 6-8, 6-2, 6-3 | Parcours |

## Parcours en Grand Chelem (partiel)
Si l’expression « Grand Chelem » désigne classiquement les quatre tournois les plus importants de l’histoire du tennis, elle n'est utilisée pour la première fois qu'en 1933, et n'acquiert la plénitude de son sens que peu à peu à partir des années 1950.

### En simple dames
| Année | Championnat d'Australie | Championnat d'Australie | Internationaux de France | Internationaux de France | Wimbledon       | Wimbledon     | US National | US National |
| ----- | ----------------------- | ----------------------- | ------------------------ | ------------------------ | --------------- | ------------- | ----------- | ----------- |
| 1933  | -                       | -                       | -                        | -                        | 1er tour (1/64) | Muriel Thomas | -           | -           |
| 1937  | 1/4 de finale           | Emily Hood              | -                        | -                        | -               | -             | -           | -           |
| 1938  | 2e tour (1/8)           | Dorothy Workman         | -                        | -                        | 1er tour (1/64) | Susan Noel    | -           | -           |
| 1939  | 2e tour (1/8)           | Emily Hood              | -                        | -                        | -               | -             | -           | -           |

À droite du résultat, l’ultime adversaire.

### En double dames
| Année | Championnat d'Australie | Championnat d'Australie   | Internationaux de France | Internationaux de France | Wimbledon                     | Wimbledon             | US National | US National |
| ----- | ----------------------- | ------------------------- | ------------------------ | ------------------------ | ----------------------------- | --------------------- | ----------- | ----------- |
| 1938  | 1/4 de finale C. Davies | Joan Hartigan Emily Hood  | -                        | -                        | 1er tour (1/32) Joan Hartigan | D. Andrus Sylvie Jung | -           | -           |
| 1939  | 1/2 finale May Blick    | Thelma Coyne Nancye Wynne | -                        | -                        | -                             | -                     | -           | -           |

Sous le résultat, la partenaire ; à droite, l’ultime équipe adverse.

### En double mixte
| Année | Championnat d'Australie | Championnat d'Australie | Internationaux de France | Internationaux de France | Wimbledon | Wimbledon | US National | US National |
| ----- | ----------------------- | ----------------------- | ------------------------ | ------------------------ | --------- | --------- | ----------- | ----------- |
| 1938  | Victoire John Bromwich  | Nancye Wynne Colin Long | -                        | -                        | -         | -         | -           | -           |
| 1939  | Finale John Bromwich    | Nell Hall Harry Hopman  | -                        | -                        | -         | -         | -           | -           |

Sous le résultat, le partenaire ; à droite, l’ultime équipe adverse.